# Hwang Ok-sil
Hwang Ok-sil (in coreano: 황옥실; Pyeongyang, 25 maggio 1972) è un'ex pattinatrice di short track nordcoreana.

## Carriera
In carriera vinse la medaglia di bronzo nei 500 m ad Albertville 1992.

## Palmarès

### Giochi olimpici invernali
- 1 medaglia:
  - 1 bronzo (500 m a Albertville 1992).